# Fusillade de la synagogue Shafrir
La fusillade de la synagogue Shafrir est une attaque menée par des militants palestiniens le 11 avril 1956. Trois militants palestiniens ayant traversé Israël depuis l'Égypte attaquent la salle d'étude d'une synagogue alors qu'elle est remplie d'enfants et d'adolescents, dans la communauté agricole de Kfar-Habad (Shafrir). Six personnes (cinq enfants et un éducateur) sont tuées.

## L'attaque
Un groupe de fedayins palestiniens pénètre en Israël depuis l'Égypte. Ils arrivent au village de Kfar Chabad (Shafrir) dans la soirée du 11 avril 1956, qui est alors principalement habité par des réfugiés de l'Union soviétique. L'un d'eux attend près du véhicule d'évasion, un autre coupe l'électricité de la synagogue, plongeant l'intérieur dans l'obscurité, et le troisième entre dans la synagogue et tire sur la foule de 46 enfants âgés de 9 à 16 ans qui s'y trouvent. Cinq garçons et leur instructeur de 24 ans, Simcha Zilberstrom, sont tués,. Cinq enfants sont blessés, dont trois grièvement. Un enseignant nommé Yeshayahu Gopin jette des enfants par la fenêtre pendant la fusillade, sauvant plusieurs vies,. Un groupe d'hommes du village rassemble les armes à feu stockées dans une petite armoire de défense et se précipite vers l'école, arrivant environ cinq minutes après le début de l'attaque, mais à ce moment-là, les tirs ont cessé et les auteurs se sont enfuis. La police est appelée avec le seul téléphone du village, et les deux seuls véhicules du village sont utilisés pour transporter les blessés au centre médical de Tzrifin à proximité.

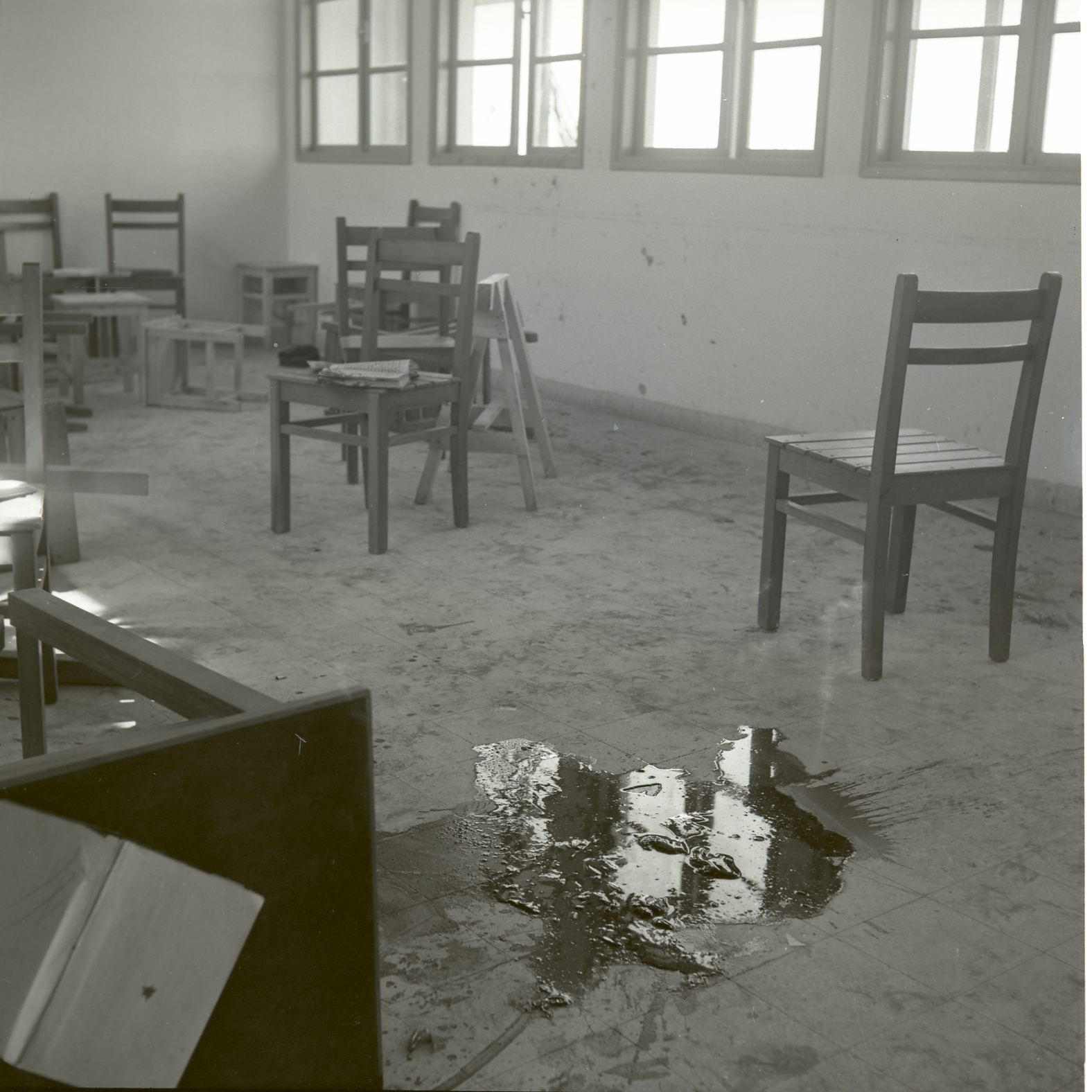
Mare de sang dans l'école

## Bilan et conséquences
À la suite de l'attaque, les villageois traumatisés commencent à envisager sérieusement d'abandonner la colonie. Le Rabbi de Loubavitch, Menachem Mendel Schneerson, est consulté et répond qu'ils doivent rester et continuer à construire,.
L'incident choque le public israélien. Les journaux rapportent l'attaque et l'état de désespoir national pendant plusieurs jours. Herzl Rosenblum écrit dans Yediot Ahronoth que « Pénétrer dans la modeste synagogue de l'école, c'était comme visiter Kichinev après le pogrom d'il y a 50 ans. » Le jour suivant l'attaque, le ministre israélien des Affaires étrangères, Moshe Sharett, envoie un message urgent au Secrétaire général des Nations Unies, Dag Hammarskjöld, l'informant des dernières incursions des fedayins et soulignant l'attaque contre Kfar Chabad. S'adressant aux délégués du Conseil de sécurité des Nations Unies, l'ambassadeur israélien à l'ONU, Abba Eban, condamne le « meurtre d'enfants israéliens et de leur instructeur au moment sacré de la prière. » À la fin de la période traditionnelle de deuil de trente jours pour les victimes, des milliers de personnes de tout Israël assistent à la cérémonie de pose de la première pierre d'une nouvelle école professionnelle dans le village, y compris de nombreuses personnalités politiques et les deux grands rabbins d'Israël.